# Municipio de Dustin
El municipio de Dustin (en inglés: Dustin Township) es un municipio ubicado en el condado de Holt en el estado estadounidense de Nebraska. En el año 2010 tenía una población de 23 habitantes y una densidad poblacional de 0,15 personas por km².

## Geografía
El municipio de Dustin se encuentra ubicado en las coordenadas 42°49′56″N 98°59′22″O / 42.83222, -98.98944. Según la Oficina del Censo de los Estados Unidos, el municipio tiene una superficie total de 154.97 km², de la cual 154,97 km² corresponden a tierra firme y (0 %) 0 km² es agua.

## Demografía
Según el censo de 2010, había 23 personas residiendo en el municipio de Dustin. La densidad de población era de 0,15 hab./km². De los 23 habitantes, el municipio de Dustin estaba compuesto por el 100 % blancos. Del total de la población el 0 % eran hispanos o latinos de cualquier raza.